# 毒樹果實理論
毒樹之果（英語：fruit of the poisonous tree）是一個法律學的比喻，指透過非法手段的取得的證據。該術語的邏輯是，如果證據的來源（樹）受到汙染（違法），那麼任何從它獲得的證據（果實）也是被汙染（違法）的，在訴訟審理的過程中將不能被採納，即使該證據足以扭轉裁判結果亦然。
例如，一位警察對住家進行違憲（美國憲法第四修正案）搜索，取得了一把車站儲物櫃的鑰匙，之後發現的犯罪證據亦來自該儲物櫃，那麼這個證據便很有可能因為毒樹果實理論而被排除。而对于来自證人的發現，其本身並不算是證據，因為在法庭上的證詞是經由獨立的訊問而來，毒性已經衰減。
毒樹果實理論源於1920年美國的西爾沃索恩木材公司訴美國案，在該案中，聯邦特勤人員用非法手段取得西爾沃索恩的稅冊，意圖證明西爾沃索恩確有逃稅之嫌。第一次被使用是在納爾多訴美國案中，法官費利克斯·法蘭克福的意見。
毒樹果實理論可說是刑事訴訟法學上，關於衍生性證據是否具證據能力的重要判斷理論。毒樹果實理論為英美法學發展出的理論，歐陸法學汲取了理論精華，並將之稱為「證據排除法則的放射效力」。由於毒樹果實理論的發展，填補了證據排除法則（Exclusionary rule）在處理衍生證據上的不足之處。

## 核心內容
毒樹果實理論的核心內容在於：證據的非法來源為毒樹，基於該違法取得的證據再以合法手段間接取得的其他證據（第二次證據或衍生證據），則如同從毒樹長出來的毒果，亦不得食用（使用）。也就是第一違法取得，如串通的偽造證據，將會如害蟲，汙染真實情況，基於此違法偵辦所取得的證據，可能觸犯偽證罪與公務瀆職罪。

## 例外
毒樹果實理論在四個主要的例外之下，有汙點的證據是允許的，例如：
1. 獨立來源（Independent source）：該證據是在一個獨立、未受污染的來源的部分被發現的。
2. 必然發現（英语：inevitable_discovery）（Inevitable discovery）：儘管來源受汙染，但該證據的發現是為必然。
3. 稀釋原則（Purged taint exception）[來源請求]：非法行動和被汙染的證據之間的因果關係鏈過於遙遠。
4. 善意例外（Good-faith exception）

## 外部連結
- Hans Meyer-Mews, Hände weg von den verbotenen Früchten - Fernwirkung im Strafverfahrensrecht  （页面存档备份，存于） （德文）